# Microchaetona dolichotarsis
Microchaetona dolichotarsis är en tvåvingeart som först beskrevs av Charles Howard Curran 1934.  Microchaetona dolichotarsis ingår i släktet Microchaetona och familjen parasitflugor.
Artens utbredningsområde är Guyana. Inga underarter finns listade i Catalogue of Life.